# Ottorino Bertolini
Ottorino Bertolini (* 10. November 1892 in Udine; † 27. Juli 1977 in Rom) war ein italienischer Mittelalterhistoriker.

## Leben
Von 1911 bis 1915 studierte er an der Universität Turin bei Pietro Fedele und Gaetano De Sanctis. Nach der laurea wurde er einberufen und kämpfte als Infanterieoffizier an der Isonzofront. Als Kriegsgefangener war er in einem Lager in Celle. Nach Kriegsende unterrichtete er zunächst an höheren Schulen in der Lombardei. 1924 wurde er an die Scuola storica nazionale in Rom abgeordnet, um an der Edition der Chronik von Santa Sofia in Benevent zu arbeiten. Später wurde er als Mitarbeiter an die Consulta araldica, die direkt dem Ministerpräsidenten unterstellt war, versetzt. Nach dem Erwerb der libera docenza begann er im Studienjahr 1927/28, Vorlesungen an der Sapienza zu halten, wo er auch häufig seinen Turiner Lehrer Pietro Fedele vertrat, der inzwischen an der römischen Universität wirkte.
Von 1948 bis 1963 war er Inhaber des Lehrstuhls für mittelalterliche Geschichte an der Universität Pisa. 1952 gehörte er mit Giuseppe Ermini zu den Gründern des Centro Italiano di Studi sull’Alto Medio Evo und wirkte bis 1972 aktiv an der Organisation der Spoletiner Settimane di Studio mit.
Ein zentrales Thema seiner Studien waren die Langobarden in Italien, vor allem die Quellen aus der Longobardia minore. Die Annales Beneventani konnte er 1923 edieren, zum Chronicon Sanctae Sophiae in Benevent erschienen nur Vorstudien, die zeigten, dass es sich beim Liber praeceptorum beneventani monasterii Sanctae Sophiae um eine Chartularchronik handelt, die zu den Hauptquellen für das langobardische Süditalien zählt. Die Beziehungen zwischen Byzanz und seinen, auch ehemaligen, Territorien auf der Apenninhalbinsel wurden von Bertolini ebenfalls eingehend untersucht. Schließlich wurden auch Rom und das Papsttum im Frühmittelalter von ihm behandelt.
Zwischen den beiden Weltkriegen war Bertolini Sekretär des Comitato italiano per le scienze storiche und organisierte in dieser Funktion die Teilnahme italienischer Historikerdelegationen an den Internationalen Historikerkongressen des Comité International des Sciences Historiques in Oslo (1928), Warschau (1933) und Zürich (1938). Von 1950 bis 1964 war er Vorsitzender der Società storica Pisana, danach übernahm er den Vorsitz der Società Romana di Storia Patria. In dieser Funktion förderte er die Veröffentlichung von Pierre Toubert über die Strukturen Latiums im Mittelalter (1973), zu der er das Vorwort beisteuerte.